# DeWolff
DeWolff es una banda neerlandesa de hard rock, rock psicodélico y blues rock fundada en Geleen en el año 2007. Sus componentes son Luka van de Poel (batería), su hermano Pablo van de Poel (guitarra y voz) y Robin Piso (teclados, Hammond y voz).

## Historia
Su nombre procede del personaje "The Wolf" (“El Lobo”) de la película Pulp Fiction, interpretado por Harvey Keitel. En el año 2008, DeWolff ganó el primer premio en el Kunstbende, un concurso de talentos a nivel nacional en Países Bajos, y en agosto de ese año firmaron su primer contrato discográfico. En aquel momento, el batería Luka van de Poel tenía solamente 14 años, el guitarrista Pablo van de Poel, 16, y el teclista Robin Piso, 17. En 2009 publicaron su primer álbum: Strange Fruits and Undiscovered Plants. A los conciertos en el Paradiso de Ámsterdam les siguieron en 2010 sus primeras salidas a Bélgica y Alemania, entre otros lugares, al Crossroads-Festival de Bonn, donde fueron seleccionados para participar en el programa Rockpalast de la cadena WDR, que en su página web afirma que DeWolff «traslada al oyente a un tiempo en el que Led Zeppelin, Cream, Pink Floyd y Deep Purple dominaban el mundo», y cita a Deep Purple y Led Zeppelin como referencias claras para la banda. Otras influencias que se les atribuyen son de Leon Russell, Little Feat o The Allman Brothers.
El avance definitivo para el trío llegó con su segundo álbum, Orchards/Lupine, lanzado en 2011. Poco después se publicó Letter God, y en 2012 DeWolff IV, en cuya cara B se podía escuchar A Mind Slip, una mini ópera rock. Esas obras vieron su continuación en 2014 con el álbum Grand Southern Electric, en el que la banda «renueva con fuerza el southern rock estadounidense».
El quinto álbum de estudio de la banda apareció en 2016 y se tituló Roux-Ga-Roux, que recibió una buena acogida por parte de la crítica. En 2018, DeWolff publicó Thrust, su sexto álbum de estudio y octavo en total, que les consolidó como una de las bandas de referencia en el renacimiento en el siglo XXI del hard rock de los años setenta. En 2019 grabaron un nuevo directo, Live & Outta Sight II, que enlazaba con el directo de 2015 Live & Outta Sight y había sido grabado durante cuatro conciertos en Países Bajos.
DeWolff cuenta con un estudio de grabación propio en Utrecht, Electrosaurus Southern Sound Studio, y con el sello discográfico Electrosaurus Records.
A finales de septiembre de 2019 anunciaron un nuevo álbum, Tascam Tapes, cuya fecha de salida está prevista para el 10 de enero de 2020. Fue grabado en las rutas y paradas durante su gira europea y con un coste de 50 dólares, que fue lo que había pagado Pablo por un sampler diez años antes; concretamente, el sistema usado fue un grabador de casete Tascam Porta Two de la década de 1980 al que conectaron dicho sampler con fragmentos de percusión, un sintetizador a pilas y una guitarra.
El 25 de noviembre de 2020 informaron de la salida de un nuevo álbum de estudio, Wolffpack, grabado durante el confinamiento por la pandemia de coronavirus y que fue publicado el 5 de febrero de 2021 por Mascot Records. El primer adelanto del disco tuvo lugar incluso antes, el 30 de octubre de 2020, con el sencillo Yes You Do. En Wolffpack cuentan con la participación de The Dawn Brothers, The Grand East, Judy Blank, Broken Brass, Theo Lawrence y de Ian Peres (ex Wolfmother).
Durante 2022 acompañaron como teloneros a The Black Crowes en su gira europea en la que recuperaron íntegro su álbum Shake Your Money Maker. Asimismo, en septiembre publicaron conjuntamente con The Dawn Brothers un álbum de soul, titulado Double Cream, una colaboración que se llevaba gestando desde 2017. También durante 2022 tuvo lugar la grabación del siguiente álbum de estudio de DeWolff, que sería bautizado Love, Death & In Between, que finalmente acabaría viendo la luz el 3 de febrero de 2023. Previamente se dieron a conocer tres temas como sencillos, «Heart Stopping Kinda Show», «Counterfeit Love» y «Night Train». El álbum fue grabado directamente en vivo en el estudio analógico Kerwax, ubicado en Loguivy-Plougras, en la Bretaña francesa. Para esta ocasión, la banda creció y contó con músicos adicionales: Levi Vis (bajo y coros), Hector Wijnbergen (piano, guitarra, coros, pandereta y Hammond), Kim Schulte (coros), Diwa Meijman (coros), Luca Simonelli (trompeta y flauta), Nick Feenstra (saxofón), Isaac McCluskey (trombón, sintetizador y coros) y Marnix Wilmink (percusión y bajo). 
El 20 de septiembre de 2023 recibieron el premio Gouden Notekraker (Cascanueces de oro), votado por músicos y otorgado a la banda neerlandesa con el mejor directo de la temporada. Poco después, el 29 de septiembre, se lanzó el álbum en directo Live & Outta Sight 3, cuya versión en vinilo era un triple álbum y que recogía quince temas de los conciertos de la gira de Love, Death & In Between.
En junio de 2024 desvelaron que habían viajado el mes anterior a los afamados estudios FAME Studios y Muscle Shoals Sound Studio en Muscle Shoals, Estados Unidos, para la grabación de su décimo álbum de estudio, con doce temas bajo la producción de Ben Tanner. El lanzamiento tendrá lugar el 6 de diciembre de 2024 y la fiesta del lanzamiento se celebrará para el 7 de diciembre de 2024 en el Dewolffest de Utrecht, cita a la cual sigue una gira europea de al menos 38 fechas. El 12 de septiembre se estrenó el vídeo del primer tema, "In Love", disponible en otras plataformas desde el día siguiente.

## Discografía

### Álbumes
| Año  | Título                                 | Puesto en listas de Países Bajos | Observaciones                                                                 |
| ---- | -------------------------------------- | -------------------------------- | ----------------------------------------------------------------------------- |
| 2008 | DeWolff EP                             | -                                | EP                                                                            |
| 2009 | Strange Fruits and Undiscovered Plants | 50                               |                                                                               |
| 2011 | Orchards/Lupine                        | 11                               |                                                                               |
| 2011 | Letter God                             |                                  | Libro de fotos y texto con CD y DVD de un directo                             |
| 2012 | DeWolff IV                             | 18                               |                                                                               |
| 2014 | Grand Southern Electric                | 6                                |                                                                               |
| 2015 | Live & Outta Sight                     | 19                               | Álbum en directo                                                              |
| 2016 | Roux-Ga-Roux                           | 7                                |                                                                               |
| 2018 | Thrust                                 | 6                                |                                                                               |
| 2019 | Live & Outta Sight II                  | 78                               | Álbum en directo                                                              |
| 2020 | Tascam Tapes                           | 7                                |                                                                               |
| 2021 | Wolffpack                              | 2                                |                                                                               |
| 2021 | Live at Royal Theatre Carré, Amsterdam |                                  | Álbum en directo                                                              |
| 2021 | Nonagon Marathon                       |                                  | Álbum en directo. Los 9 álbumes de estudio en directo desde Tivoli Vredenburg |
| 2022 | Double Cream                           | 87                               | Álbum de soul junto a Dawn Brothers                                           |
| 2023 | Love, Death & In Between               | 1                                |                                                                               |
| 2023 | Live & Outta Sight 3                   |                                  | Álbum en directo de la gira Love, Death & In Between                          |
| 2024 | Muscle Shoals                          |                                  |                                                                               |

### Sencillos
- 2008: 
  - Gold and Seaweed
- 2009: 
  - Fishing Night at Noon
  - Crystal Mind
- 2010: 
  - Wicked Moon
  - Don't You Go up the Sky
- 2011: 
  - Pick Your Bones Out of the Water
  - Evil and the Midnight Sun
- 2012: 
  - Voodoo Mademoiselle
  - Crumbling Heart
- 2014: Evil Mothergrabber
- 2016: 
  - Sugar Moon
  - Love Dimension
  - Dog Food
  - Laef Hard
  - Outta Step & Ill At Ease
- 2017 Deceit and Woo
- 2018 
  - California Burning
  - Big Talk
  - Share The Ride
- 2019 
  - Big Talk (Live)
  - It Ain't Easy
  - Blood Meridian
- 2020 
  - Nothing's Changing
  - Live Like You
  - Yes You Do
- 2021 
  - Half of Your Love
  - Bona Fide
- 2022 
  - Heart Stopping Kinda Show
  - Counterfeit Love
- 2023 
  - Night Train
- 2024
  - In Love